# Nintendo Entertainment System

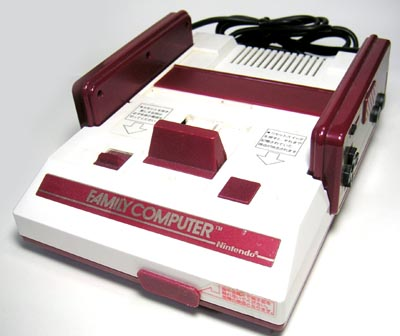
A Nintendo Family Computer (Famicom)

A Nintendo Entertainment System (rövidítve: NES, ill. Nintendo) egy 8 bites játékkonzol, melyet a Nintendo adott ki Európában, Észak-Amerikában és Ausztráliában 1985-ben. Ázsia nagy részén, beleértve Japánt (ahol először 1983-ban jelent meg), a Fülöp-szigeteket, Kínát, Vietnámot, és Szingapúrt, Family Computer, röviden FamiCom néven adták ki.
Mint az akkoriban legnagyobb példányszámban eladott játékkonzol, az 1983-as videójáték-válságot követően feltámasztotta az USA-ban a videójáték-ipart, emellett kijelölte a követendő utat a játékvezérlő kialakításától kezdve a játékok tervezéséig. Ezzel a géppel a Nintendo bevezette az azóta már általánosan elfogadott üzleti modellt, a harmadik fél számára történő szoftver-licencelést.

## Története
Az 1980-as években nagy sikert arató játéktermi játékok hatására a Nintendo úgy döntött, hogy egy cartridge (kazetta) alapú otthoni konzolt fog kiadni. Az első példányok 1983. július 15-én jelentek meg Famicom címen, tizenötezer jen egységáron, három játéktermi játék átportolásával csomagolva (Donkey Kong, Donkey Kong Jr., Popeye). A Famicom elterjedése nem ment zökkenőmentesen: az első példányok egy hibás chip miatt rendszeresen lefagytak. A Nintendo visszahívta őket, és új alaplappal kezdte őket forgalmazni, minek köszönhetően 1984 végére már a legjobban fogyó konzol lett Japánban.
A sikeren felbátorodva Észak-Amerika területére is kiterjedt a forgalmazás. A kezdeti elképzelések között szerepelt olyan is, hogy az Atari neve alatt jelenjen meg a konzol, illetve hogy a Famicom kazettás, billentyűzetes, joystick irányítású hardverrel jelenjen meg. Később azonban ezeket elvetették.
1985-ben a CES-en hivatalosan is bemutatták a konzolt, melynek árusítása még abban az évben meg is kezdődött. Tizennyolc játékkal jelent meg a gép, melyekhez átalakító is tartozott, hogy más, 8 bites gépekkel is játszhatóak legyenek.
Európában 1985-86 folyamán jelentek meg az első készülékek, már NES néven, melyek eleinte kevésbé jól fogytak, mégis, 1990-ig sikerült az összes példányt eladni. A keleti blokk országaiban egészen 1990-ig nem juthatott el a gép.
A kilencvenes évek elején beköszöntött a 16 bites korszak, a Sega pedig Mega Drive nevű konzoljával komoly előnyre tett szert a Nintendóhoz képest. Ezért a továbbiakban főként a SNES névre hallgató vadonatúj készülékére koncentrált, noha az évtized első felében még jelentek meg új játékok a NES-re is. A szerkezet átdolgozott külsőt kapott. Az utolsó példányok értékesítése 1995-ben volt az USA-ban. Világszerte egészen 2003 szeptemberéig forgalmazták a NES-t. 2007 októberében a Nintendo, alkatrészhiányra hivatkozva, megszüntette a hibás példányok javítását. Ma már csak az emulátorok, illetve a Nintendo Wii-re újra megjelentetett játékok azok, melyek őrzik az emlékét.

## Technikai specifikációk
Az eredeti Famicom fehér műanyag házban lakozott, melyet sötétvörös csíkokkal díszítettek. Középen fent volt megtalálható a kazetták bemeneti nyílása, oldalt pedig a fixen rögzített kontrollerek tárolására szolgáló helyet képeztek ki. A NES teljesen másként nézett ki: doboz alakú, alapvetően a szürke kétféle árnyalatában pompázó házban volt a hardver, a kazettákat pedig a szerkezet elején kellett behelyezni, ahol a csatlakozót egy kisméretű ajtó védte. Egyes változatok belsejében egy gyárilag behelyezett extra kártyán tároltak beépített játékokat.
A kilencvenes években áttervezték a sorozatot, ez volt a NES-101. A színséma fehér volt, egy nagyméretű piros kapcsológombbal, amellyel a konzolt lehetett elindítani, bár a működést semmilyen LED nem jelezte. A kazettákat felülről kellett behelyezni. Kisebb mérete és külalakja egyértelműen az SNES-t idézte. A japán változat kizárólag RCA-kimenettel rendelkezett, a világ többi részén azonban RF-kábellel is hozzá lehetett csatlakoztatni a televízióhoz.
A PAL régióban megjelent konzolokban egy Ricoh 2A07-es processzor lapult. A MOS Technology 6502-es technológiájára épülő chip 8 bites volt. Saját hangrendszerrel és korlátozott megszakításvezérléssel rendelkezett. Spórolási szándékból ebből a processzorból teljesen kihagyták a 6502-es BCD üzemmódját. Órajele 1,66 MHz, míg a Ricoh 2A03 jelű NTSC változat, nagyobb órajelen (1,79 MHz), de lényegében ugyanez volt. A hangvezérlő egyszerre öt csatorna kezelésére volt képes.
A NES alaplapi memóriája 2 KiB RAM volt. A játékokat tartalmazó kazettákon ezek bővítésére alkalmas chipeket szerelhettek fel. Videomemóriája úgyszintén 2 KiB volt, 256 bájt sprite RAM-mal egyetemben. Egyidőben 32 KiB ROM feldolgozására volt képes a gép, de ez kezdetleges lapozási technikával feloldható volt. A kazettákon 8 KiB SRAM lehetett, valamint újabb 8 KiB "Expansion Area", amely szintén memóriaként funkcionált, és alkalmas volt a videomemória bővítésére is.
A grafikáért a Ricoh saját fejlesztésű PPU-chipje (Picture Processing Unit) volt a felelős. NTSC modellekben 5,37, PAL modellekben 5,32 MHz-es órajellel rendelkezett. A memória 2 KiB RAM volt, 256 bájtos sprite memóriával, és 28 bájtos paletta-memóriával. A lapozófájl-technikával azonban a kazettákkal szinte bármekkora méretű memóriát lehetett a grafikus processzor részére bocsátani. Negyvennyolc különböző szín és ötféle szürkeárnyalat megjelenítésére volt képes, a vörös, a kék, és a zöld pedig megfelelő időzítéssel sötétíthető volt. Egy időben legfeljebb 24 színt lehetett felhasználni, és 64 alakzat mozoghatott. A sprite-ok mérete 8x8, illetve 8x16 pixel lehetett. A kép mozgása egyszerre csak egy irányba volt engedélyezett, amely lehetett horizontális vagy vertikális. A képernyő felbontása 256x240 pixel (NTSC rendszeren 256x224). A készülék televízióhoz RF-kábellel volt köthető, később pedig RCA-kábellel, sőt, Japánban utóbb ez lett a kizárólagos megoldás.

## Játékvezérlők
A NES-hez (és a Famicom-hoz) használt játékvezérlő egy hosszúkás téglalap alakú, egyszerű négygombos elrendezést követ: két kerek gomb "A" és "B" felirattal, egy "START" és egy "SELECT" gomb. Alkalmaznak továbbá egy kereszt alakú D-Pad-ot, melyet egy Nintendo-alkalmazott, Jokoi Gunpej tervezett a Game & Watch rendszerekhez a korábbi játékkonzolok testesebb joystickja helyett.
Az eredeti Famicom készülék két vezérlővel készült, melyek a konzol hátuljához voltak vezetékezve. A második vezérlőnek START és SELECT gombja hiányzott, helyette kis mikrofont tartalmazott. Viszonylag kevés játék használta ezt a lehetőséget. A legkorábbi Famicom egységeken eleinte négyzet alakú A és B gombok voltak. Később azért cserélték le, mert lenyomáskor megakadt a tokban, és hardverhibák miatt is gyakran lefagyott játék közben.
A NES vezérlői már a konzol színéhez igazodtak, működés közben eltávolíthatók voltak, és nem volt mikrofonjuk. A vezérlők itt már leválaszthatók, héttűs csatlakozóval illeszthető a gép elején elhelyezkedő két aljzatba.
További vezérlők is csatlakoztathatóak. A legismertebb a NES Zapper névre hallgató pisztoly, de a Twister játékra nagyon hasonlító Power Pad, a pisztolyhoz hasonlóan működő robot (R.O.B.), a fejre csatolható LaserScope, az Arkanoid nevű játékhoz készített Vaus, és a szabad kézzel való irányítás első fecskéjének tekinthető Power Glove.

## Kazetták
Minden európai régiójú kazetta 10,4 cm széles és 14 cm hosszú. Eredetileg öt kis egyhornyú csavar tartotta össze, a későbbi (1987 utáni) játékoknál két műanyag kapocsra cserélték le a felső két csavart. Ezzel egy időben a szabványos csavart lecserélték biztonsági csavarokra, hogy megakadályozzák a belső ROM-hoz történő hozzáférést. A kazetta hátoldalán címke található, kezelési utasításokkal. A legtöbb játéknál ez szürke, míg a nem-felejtő tárat tartalmazó, menthető játékoknál aranyszínű. Minden hivatalos játék szürke tokban jelent meg, kivéve a The Legend of Zelda és a Zelda II: The Adventure of Link aranyszínű kazettákat. A nem hivatalos játékokat eltérő színben és formában gyártották. A Nintendo sárga színű tokokat is készített, de csak tesztelési célokra alkalmazták a Nintendo szervizközpontokban.

## Kiegészítők
Japánban kiadtak egy hajlékonylemezről olvasó eszközt is a konzol japán változatához, neve FamiCom Disk System volt. A játékokat ezután ilyen adathordozón adták ki. Ilyen játékok például: a Yume Koujou: Doki Doki Panikku, a Zeruda no Densetsu (The Legend of Zelda), vagy az All Night Nippon Super Mario Bros., amely a Super Mario Bros. egyik, nevetségessé tett japán változata.